# Melody (chanteuse japonaise)
Pour les articles homonymes, voir Melody.
 (juillet 2012).
Si vous disposez d'ouvrages ou d'articles de référence ou si vous connaissez des sites web de qualité traitant du thème abordé ici, merci de compléter l'article en donnant les références utiles à sa vérifiabilité et en les liant à la section « Notes et références ».
melody, née le 24 février 1982, est une chanteuse nippo-américaine à Honolulu (Hawaï). Elle a commencé sa carrière de chanteuse avec la chanson « Dreamin Away », en février 2003. C'est en octobre 2008 qu'elle annonce sur son blogue sa décision d'arrêter sa carrière musicale et décide de poursuivre une carrière de styliste.

## Biographie
Melody Miyuki Ishikawa est née à Honolulu (Hawaï). Elle est l’aînée de quatre sœurs. La cadette, Christine, (plus connue sous le nom de KURIS) est également chanteuse. À 19 ans, Melody déménage au Japon pour sa carrière musicale. Sa reprise de « Over the Rainbow » du film Le magicien d'Oz a été utilisée pour la publicité des motos Mitsubishi. La chanson « Realize » utilisée pour le générique d'un drama appelé Dragon Zakura a obtenu la sixième place du classement Oricon. En 2006, elle sort son single "Lovin' U".
La même année, le single « Our Journey », coécrit avec l'actrice Rena Tanaka, a été choisi pour le générique du film Gen Yu Den. L'année suivante, Melody a assuré la promotion de la marque de voitures japonaises Subaru Forester grâce à la chanson « Finding my Road ». Au mois d'avril de la même année, elle devient l'animatrice de l'émission japonaise anglophone J-melo sur NHK World TV. Le single "Love Story, écrit par sa sœur Kuris, est utilisé dans le drama Kodoku No Kake Itoshikihito Yo en été 2007.
Melody a également prêté sa voix au personnage de Yumi dans le jeu vidéo Need for Speed Carbon, développé par Electronic Arts. La chanson « Feel the Rush » de Kuris est utilisée dans le jeu.
Son 4e album, Lei Aloha, est sorti dans les bacs le 9 avril 2008. C'est au mois de septembre de la même année que Melody annonce qu'elle ne sera plus l'animatrice de J-Melo.
Les chanteuses japonaises May J. et Shanti prendront sa place.
Le 8 octobre 2008, Melody sort sa première compilation, intitulée The best of melody: Timeline.

## Vie privée
Le 14 mars 2009, Melody épouse le chanteur de Visual-Kei Miyavi. Le couple a deux filles: Lovelie Miyavi Ishihara (née le 29 juillet 2009) et Jewelie Aoi Ishihara (née le 21 octobre 2010).Un garçon Skyler Ishihara (né le 24 février 2021)